# 여민지
여민지(余敏智, 1993년 4월 27일~)는 대한민국의 여자 축구 선수로 현재 경주 한국수력원자력에서 공격수로 뛰고 있다. 2010년 FIFA U-17 여자 월드컵에서 대한민국 축구 사상 처음으로 FIFA 주관대회에서 한경기 4골을 기록하는 등 대단한 활약을 보이며 팀을 대한민국 남녀축구 역사상 첫 국제대회 우승으로 이끌었다.

## 어린 시절
김해시 출신으로 경원초등학교와 장유계동초등학교 3학년 재학때 재능이 인정되어 창원 명서초등학교로 전학하여 축구부에서 맹활약을 했다.
당시 최경돈 창원기공 축구 감독의 귀띔으로 여민지를 처음 본 명서초등학교 대성길 감독은 "신체조건이나 힘이 남달랐다"며 "성장속도가 정말 빨랐다. 6학년때 창의성과 골결정력이 눈에 띌 정도였다"고 말했다.
또한 이후에 여러 전국대회에 출전하며 각종 대회의 개인상을 수상을 하였다.

## 국가대표팀 경력
14살 때 U-20 대표팀에 발탁되어 좋은 모습을 보여주자 당시 이영기 감독은 언니들이 여민지의 스피드와 드리블, 패스를 배워야 할 정도였다"라고 말하기도 하였다.
2010년 FIFA U-17 여자 월드컵에 참가해 우승과 득점왕, 최우수선수상 모두 수상하였다.

2012년 FIFA U-20 여자 월드컵에 참가했으나, 2015년 FIFA 여자 월드컵은 부상 때문에 참가하지 못했고, 2019년 FIFA 여자 월드컵 최종 명단에는 포함되었다.

## 경력 통계
- 2018년 11월 5일 기준

### 클럽
| 클럽            | 시즌 | WK리그 (정규리그) | WK리그 (정규리그) | 전국여자축구선수권대회 | 전국여자축구선수권대회 | 전국체육대회 | 전국체육대회 | 통산 | 통산 |
| 클럽            | 시즌 | 출장              | 득점              | 출장                   | 득점                   | 출장         | 득점         | 출장 | 득점 |
| --------------- | ---- | ----------------- | ----------------- | ---------------------- | ---------------------- | ------------ | ------------ | ---- | ---- |
| 대전 스포츠토토 | 2014 | 16                | 0                 | 2                      | 1                      | 1            | 0            |      |      |
| 대전 스포츠토토 | 2015 | 7                 | 1                 |                        |                        |              |              |      |      |
| 구미 스포츠토토 | 2016 | 13                | 2                 |                        |                        |              |              |      |      |
| 구미 스포츠토토 | 2017 | 25                | 1                 |                        |                        |              |              |      |      |
| 구미 스포츠토토 | 2018 | 23                | 7                 |                        |                        |              |              |      |      |
| 수원도시공사    | 2019 |                   |                   |                        |                        |              |              |      |      |
| 통산            | 통산 | 84                | 11                |                        |                        |              |              |      |      |

## 국가대표팀 득점 기록
- 2019년 6월 18일 기준
- 득점과 결과 리스트는 대한민국 여자 축구 국가대표팀의 득점을 먼저 기록

| #    | 일시             | 장소               | 상대 국가         | 득점 | 결과 | 경기 형식                        |
| ---- | ---------------- | ------------------ | ----------------- | ---- | ---- | -------------------------------- |
| 1    | 2011년 3월 7일   | 키프로스, 파랄림니 | 러시아            | 2-1  | 2-1  | 2011년 키프로스컵                |
| 2    | 2012년 2월 28일  | 키프로스, 아크나   | 남아프리카 공화국 | 2-1  | 2-1  | 2012년 키프로스컵                |
| 제외 | 2014년 5월 8일   | 대한민국, 파주시   | 베트남            | 5-0  | 5-0  | 연습경기 ※정식 A매치 아님.       |
| 3    | 2014년 5월 15일  | 베트남, 호찌민 시  | 미얀마            | 11-0 | 12-0 | 2014년 AFC 여자 아시안컵         |
| 4    | 2014년 11월 12일 | 대만, 신주 시      | 괌                | 10-0 | 15-0 | 2015년 EAFF 여자 동아시안컵 예선 |
| 5    | 2014년 11월 15일 | 대만, 신주 시      | 홍콩              | 4-0  | 9-0  | 2015년 EAFF 여자 동아시안컵 예선 |
| 6    | 2014년 11월 15일 | 대만, 신주 시      | 홍콩              | 5-0  | 9-0  | 2015년 EAFF 여자 동아시안컵 예선 |
| 7    | 2014년 11월 15일 | 대만, 신주 시      | 홍콩              | 7-0  | 9-0  | 2015년 EAFF 여자 동아시안컵 예선 |
| 8    | 2014년 11월 15일 | 대만, 신주 시      | 홍콩              | 9-0  | 9-0  | 2015년 EAFF 여자 동아시안컵 예선 |
| 9    | 2015년 1월 11일  | 중국, 선전 시      | 캐나다            | 1-0  | 1-2  | 2015 중국 4개국 친선대회         |
| 10   | 2015년 3월 9일   | 키프로스, 라르나카 | 스코틀랜드        | 1-1  | 1-2  | 2015년 키프로스컵                |
| 11   | 2019년 6월 17일  | 프랑스, 랭스       | 노르웨이          | 1-2  | 1-2  | 2019년 FIFA 여자 월드컵          |

## 경력 목록

### 국가대표팀
- 2009년 AFC U-16 여자 챔피언십 국가대표
- 2010년 FIFA U-17 여자 월드컵 국가대표
- 2011년 AFC U-19 여자 챔피언십 국가대표
- 2012년 FIFA U-20 여자 월드컵 국가대표
- 2011년 키프로스컵 국가대표
- 2012년 키프로스컵 국가대표
- 2014년 키프로스컵 국가대표
- 2014년 AFC 여자 아시안컵 국가대표
- 2015년 키프로스컵 국가대표
- 2019년 FIFA 여자 월드컵 국가대표

## 수상 내역

### 국가대표팀
- 2009년 AFC U-16 여자 챔피언십 우승
- 2010년 FIFA U-17 여자 월드컵 우승
- 2011년 AFC U-19 여자 챔피언십 4위
- 2014년 AFC 여자 아시안컵 4위

### 개인
- 2005년 춘계여자축구연맹전 초등부 득점왕
- 2006년 전국여자축구대회 중등부 득점왕
- 2007년 춘계여자축구연맹전 중등부 득점왕
- 2007년 추계여자축구연맹전 중등부 득점왕
- 2007년 윈저어워드 한국축구대상 루키상
- 2008년 축구인의 날 중등부 최우수 여자선수상
- 2009년 AFC U-16 여자 챔피언십 득점왕
- 2010년 FIFA U-17 여자 월드컵 MVP
- 2010년 FIFA U-17 여자 월드컵 득점왕
- 2010년 아시아 올해의 청소년 축구 선수
- 2010년 대한민국 인재상
- 2010년 대한민국 국회대상 올해의 스포츠상
- 2010년 홍명보장학재단 장학금 수여식 특별상

## 저서
- 《일기가 나를 키웠어요》: 명진출판사, 2011년 1월 15일, ISBN 9788976776440[6]

## 기타
- 가족관계는 아버지 여창규와 어머니 임수영의 막내로 위로 오빠 여상호가 있다.[3]
- 2010년 유병수와 함께 '청소년선도 명예대사'에 위촉된 바 있으며,[7] 2011년 샤이니의 민호와 함께 '청소년 홍보대사'에 위촉되었다.[8]